# Parque del Oeste
Parque del Oeste är en stadspark i Madrid belägen mellan vägen till La Coruña (N-6), Ciudad Universitaria och distriktet Moncloa. I parken finns en rosengård där det årligen äger rum en internationell rosentävling. Parque del Oeste ligger 616 meter över havet.

## Historik
Före 1900-talet var marken som för närvarande upptas av parken den största soptippen i Madrid. Byggandet av parken skedde på initiativ av Alberto Aguilera, borgmästare i Madrid i början av 1900-talet, som gav landskapsarkitekten Abraham Pedraza uppdraget att utforma en plats för promenad och vila.
Den första fasen invigdes 1905 och omfattade ett område på cirka 87 hektar mellan de nuvarande gatorna Moret och Séneca, plus en bilväg, idag Paseo de Camoens. I en andra fas nådde parken fram till Cuartel de la Montaña (nuvarande läge för Templo de Debod). Parken förlängdes parallellt med Paseo del Pintor Rosales, på gamla soptippar.
Under inbördeskriget blev Parque del Oeste platsen för slaget vid Ciudad Universitaria, varvid tillkom öppna skyttegravar och bunkrar som fortfarande kan ses idag vid parkens norra ände.
När kriget var över tog Cecilio Rodríguez, ansvarig för de kommunala parkerna, ansvaret för dess återuppbyggnad, vilket varade till slutet av 1940-talet. Landskapskaraktären, typen av plantering och utformningen av stigarna respekterades.
Under åren 1956 och 1973 utvidgades parken med Cuartel de la Montañas område, rosengården och Parque de la Montaña anlades, i vilken Templo de Debod är beläget.

## Sevärdheter

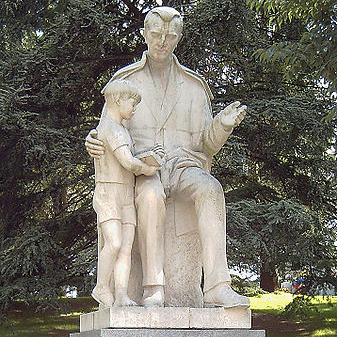
Monument av läraren.
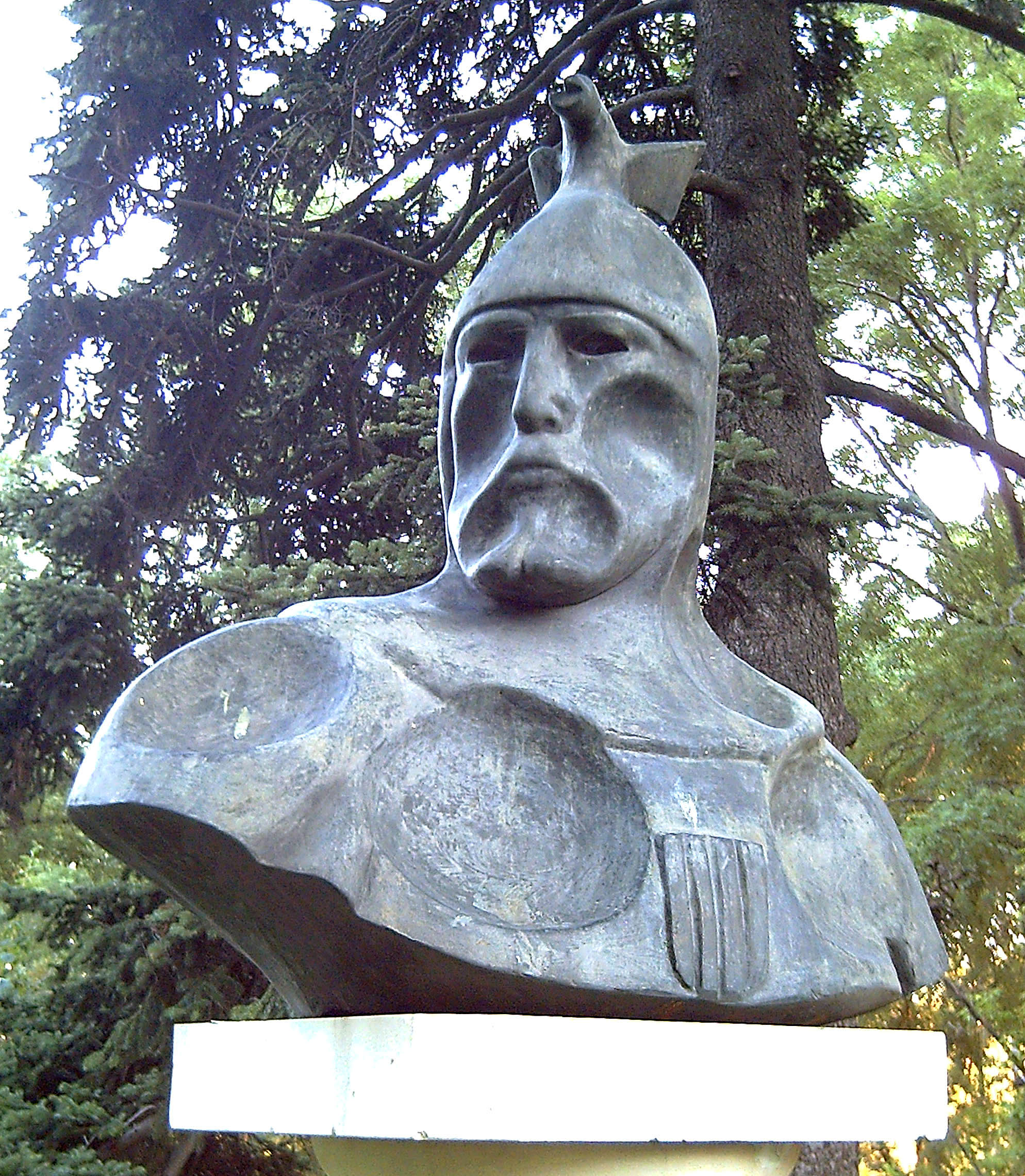
Byst av Jaime I verk av Nassio Bayarri.
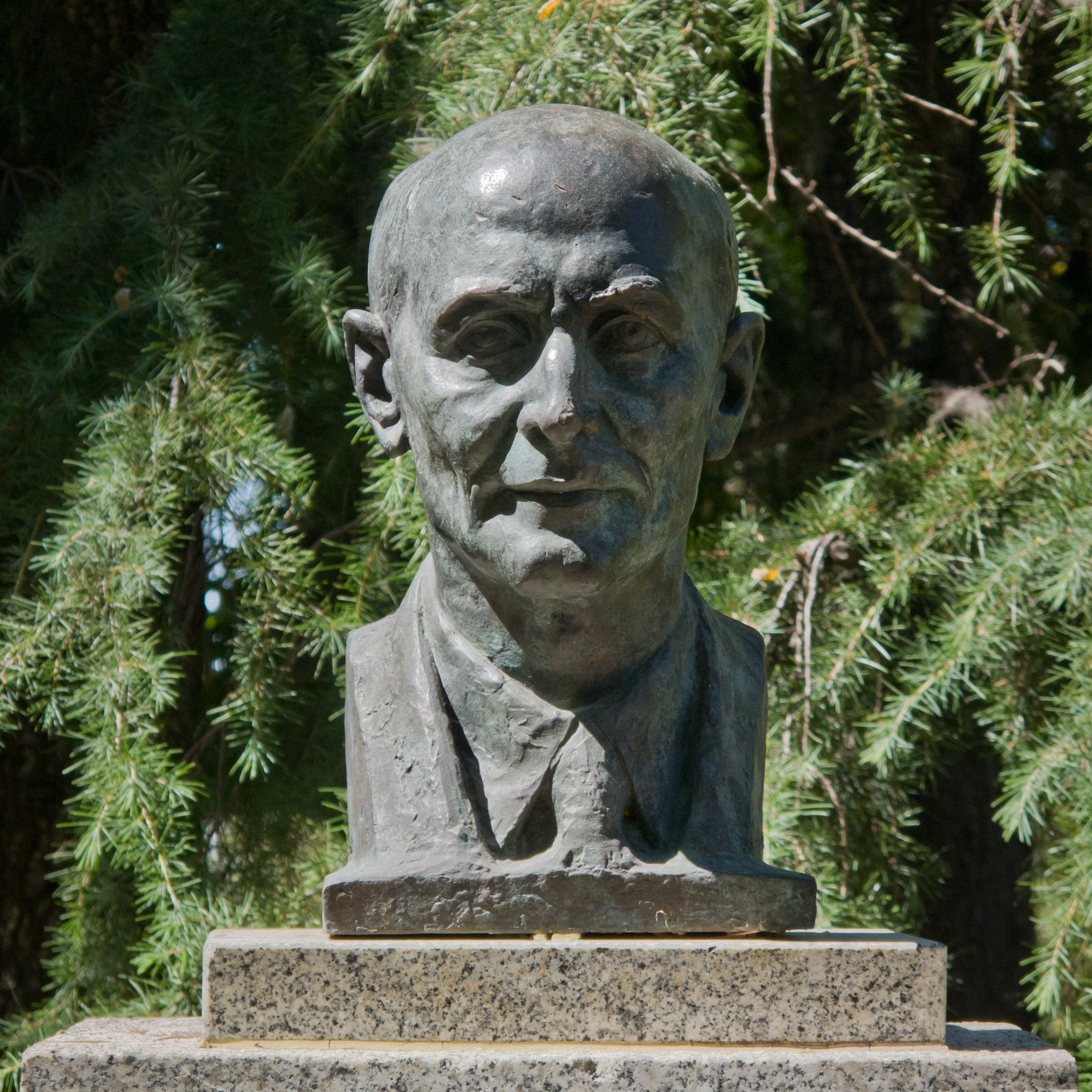
Byst av Paul Harris.
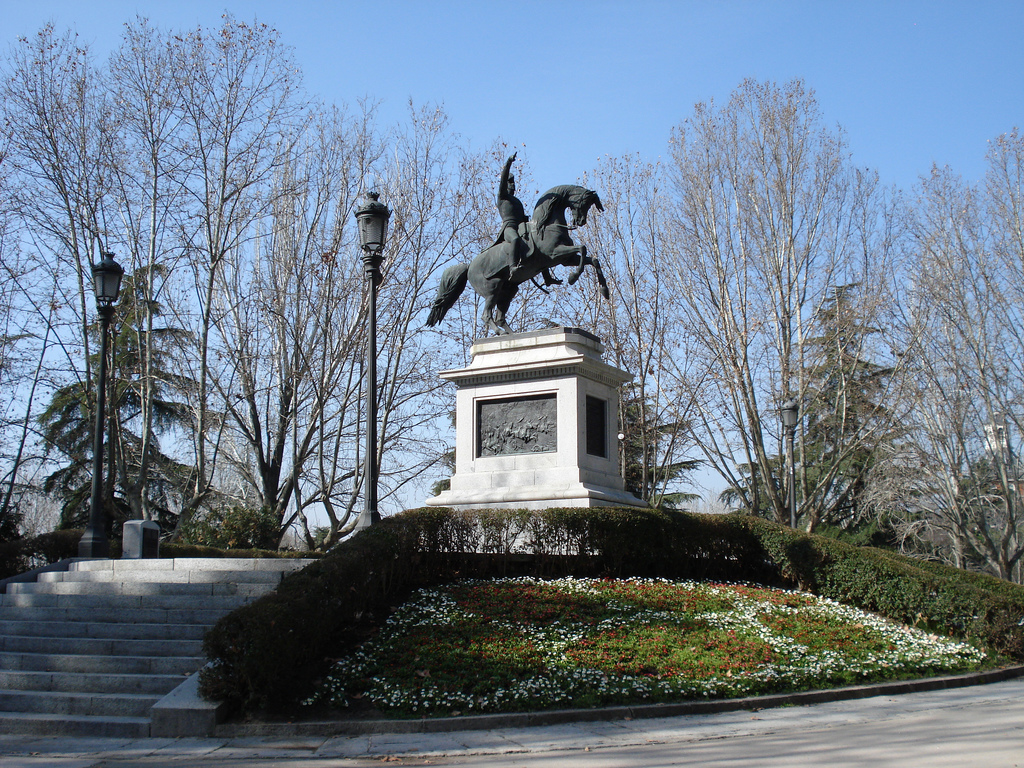
Staty av José de San Martín i norra delen av parken.
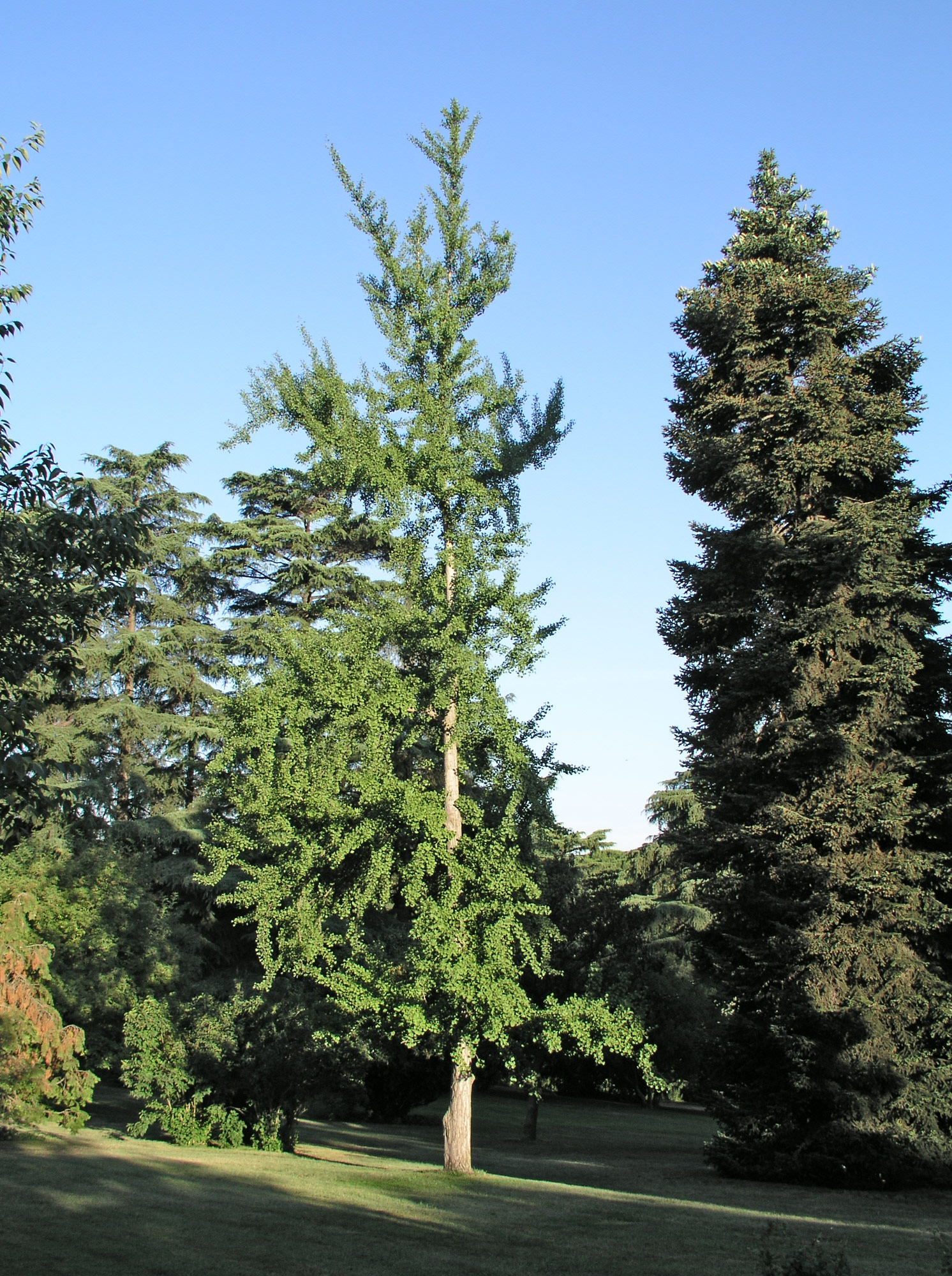
Exemplar de Ginkgo.
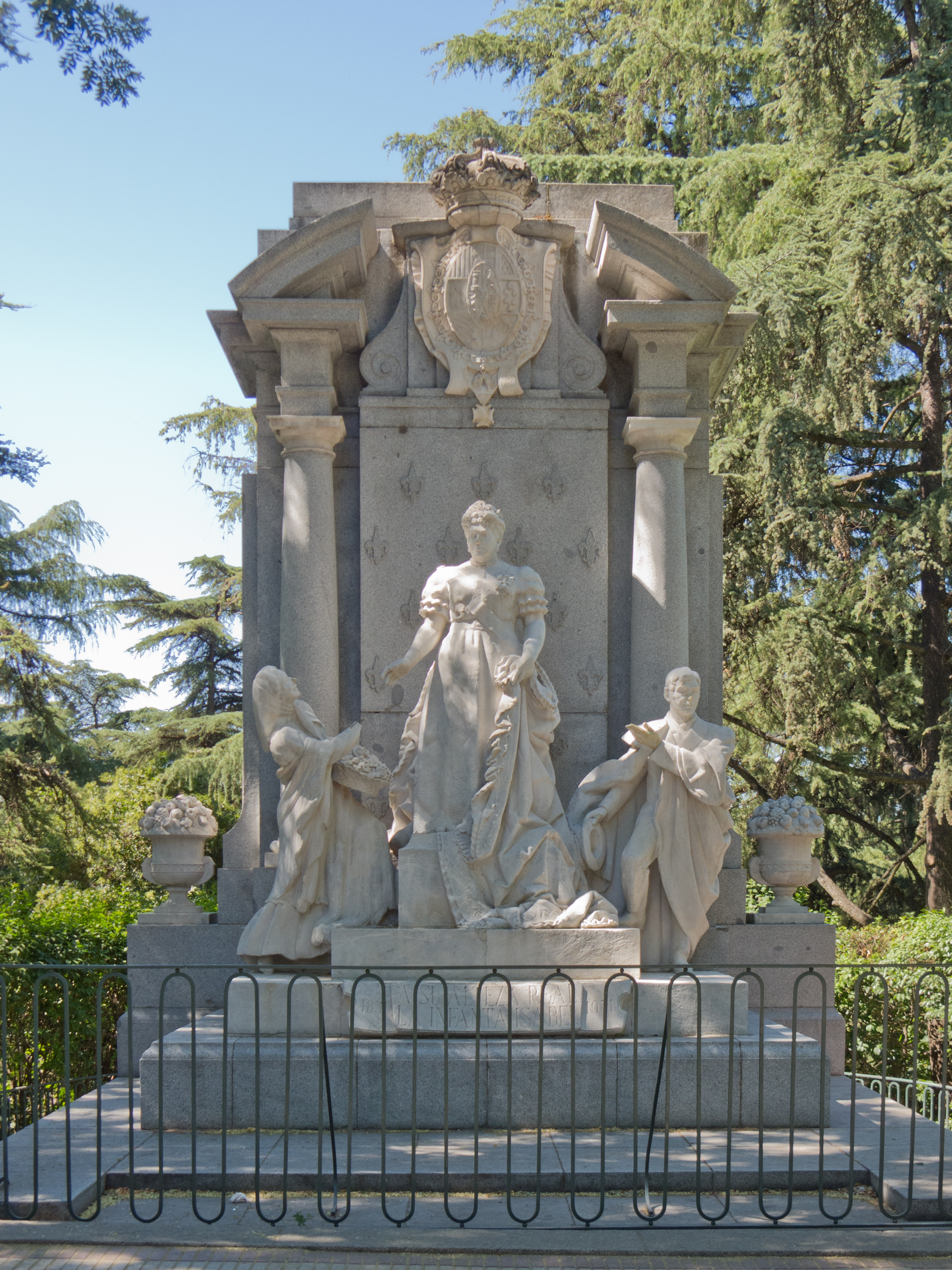
Monument över Infanta Isabel.
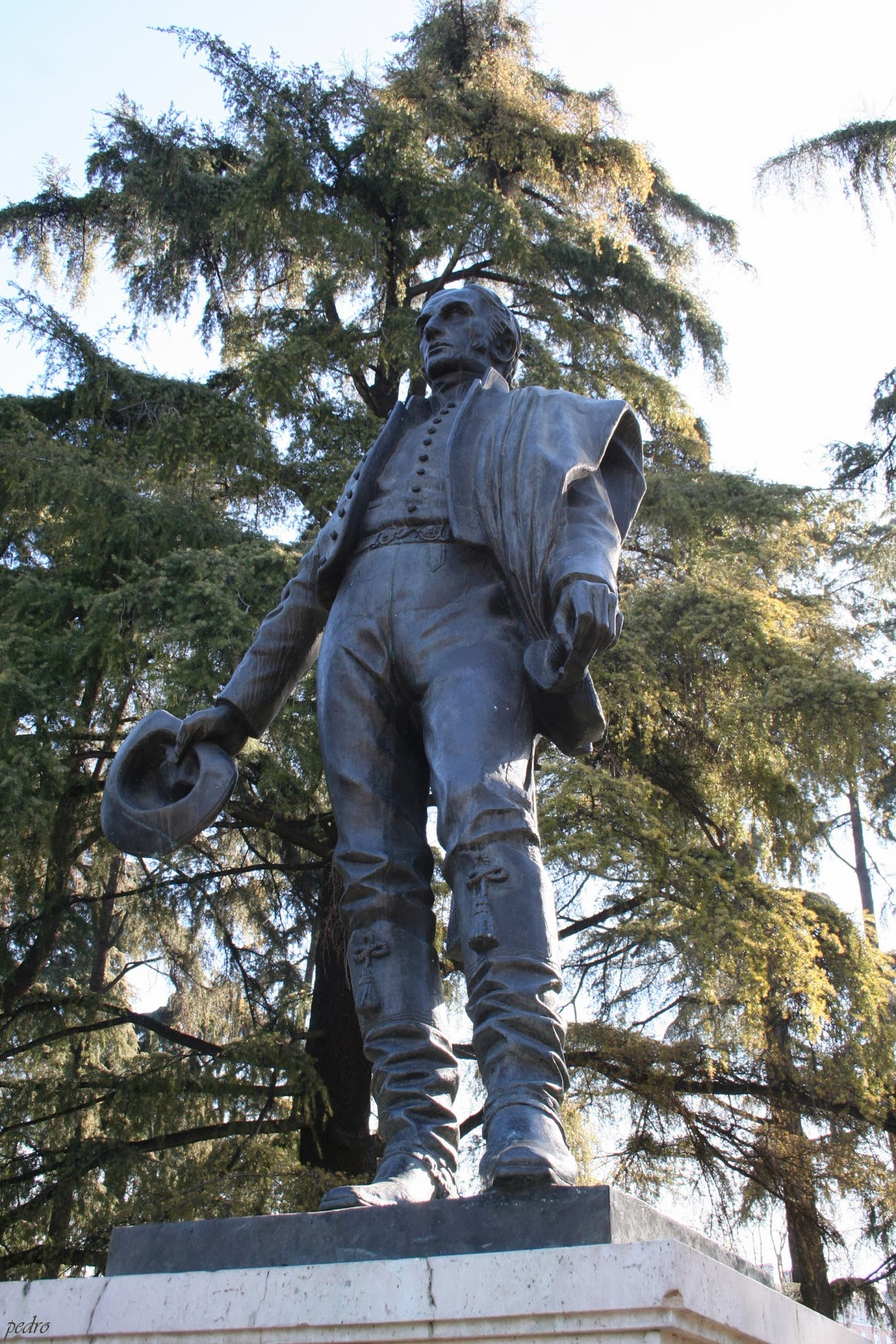
Staty av general José Gervasio de Artigas.
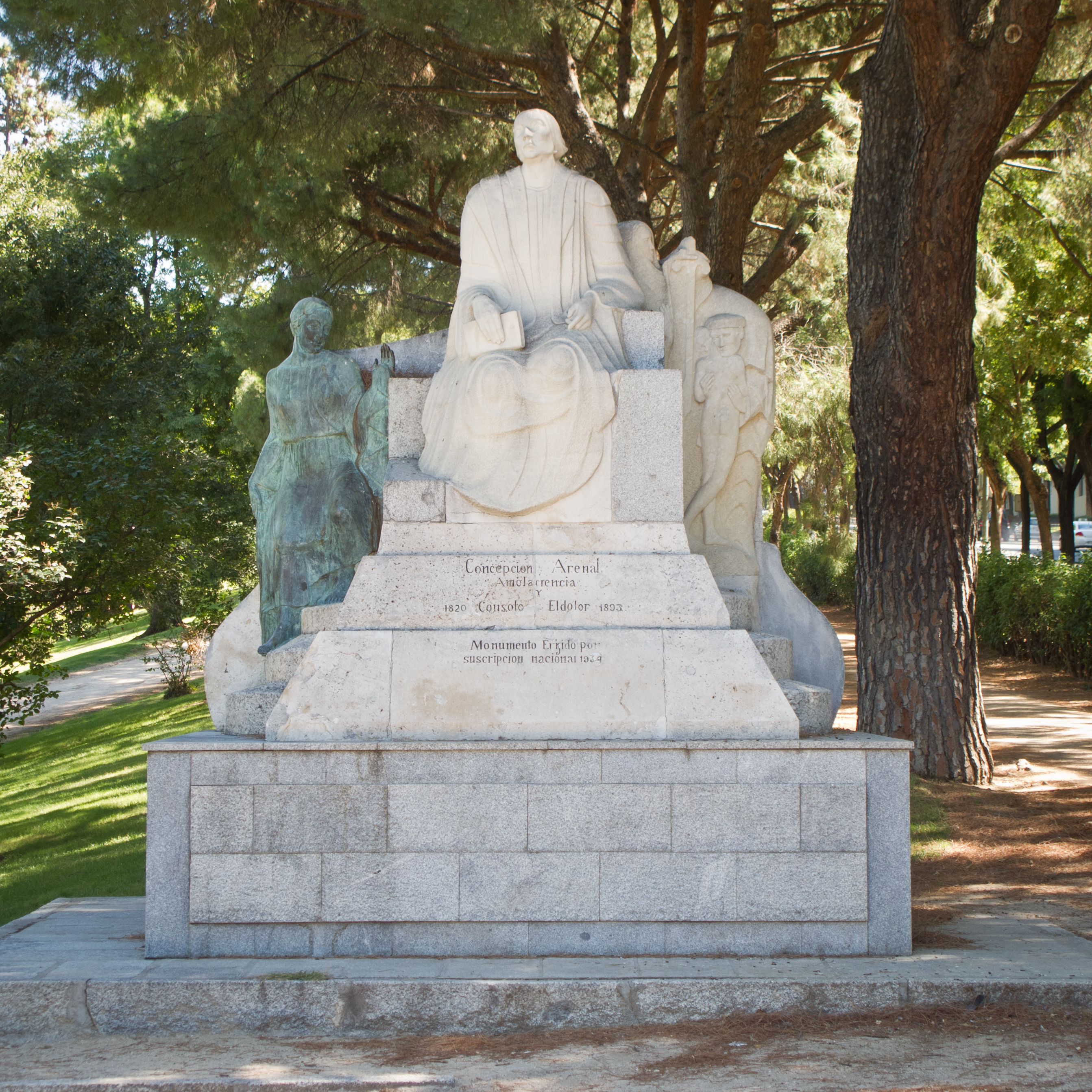
Monumento a Concepción Arenal
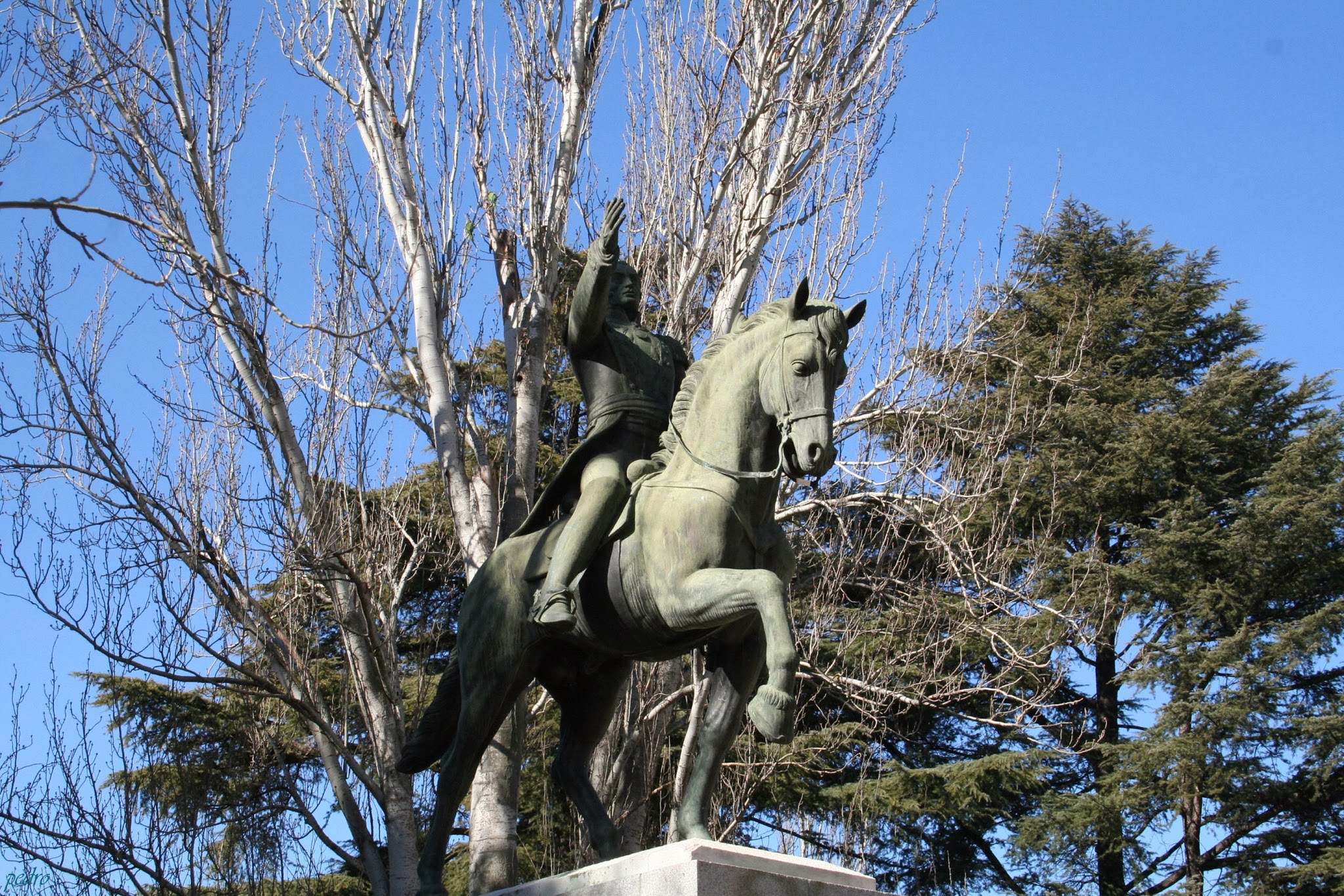
Staty av Simón Bolívar